# Дрешиня Вас
Дрешиня Вас (словен. Drešinja vas) — поселення в общині Жалець, Савинський регіон, Словенія. 
Висота над рівнем моря: 246,8 м.